# Massakern i El Mozote
Massakern i El Mozote  ägde rum i mitten av december 1981 i och omkring byn El Mozote i El Salvador. Massakern utfördes av den salvadoranska armen, som dödade omkring 1000 civila. Orsaken anses vara att armén trodde att civilbefolkningen stödde vänstergerillan under det då pågående inbördeskriget i landet. Totalt utplånades fem byar.
En utredning inleddes 1990, men avslutades 1993 då en amnestilag stiftades. Lagen gav amnesti för alla dem som begått krigsbrott under inbördeskriget. Sedan landets högsta domstol förklarat att lagen står i strid med författningen, öppnades utredningen igen i september 2016.
2020 erkände en pensionerad Salvadoransk general att militären låg bakom massakern.

### Fotnoter
1. ↑  Pär Wästberg (9 december 1995). ”Konstnärernas tid ersätter byråkraternas” (på svenska). Dagens nyheter. http://www.dn.se/arkiv/kultur/konstnarernas-tid-ersatter-byrakraternas/. Läst 17 juni 2017.
2. ↑  Ewa Thibaud (17 februari 1992). ”Sanningen grävs upp” (på svenska). Dagens nyheter. http://www.dn.se/arkiv/utland/sanningen-gravs-upp-efter-kriget-kommer-vittnesmal-om-massaker-i-el-salvador/. Läst 17 juni 2017.
3. ↑  ”General erkänner massaker i El Salvador”. Aftonbladet. https://www.aftonbladet.se/a/g7ORra. Läst 27 januari 2020.